# کوکب کوهی (گونه)
کوکب کوهی(نام علمی: Rudbeckia fulgida) نام یک گونه از زیرخانواده کاسنیان آستروئیده است.